# (165) Loreley
(165) Loreley est un astéroïde de la ceinture principale découvert par Christian Peters le 9 août 1876.